# Perecetsav
A perecetsav (peroxiecetsav, vagy PAA), a szerves peroxidok közé sorolható anyag. Világos, színtelen folyadék, savanyú ecetszaga van.
Erős oxidálószer, erősen korrozív, és 110 °C-nál magasabb hőmérsékleten robban.
Az ecetsavnál gyengébb sav, pKa-ja 8,2.

## Előállítása
A perecetsavat iparilag az acetaldehid autooxidációjával állítják elő:
O2  +  CH3CHO   →   CH3CO3H
Ecetsav és hidrogén-peroxid reakciójában is keletkezik, az egyensúlyi állandó értéke szobahőmérsékleten 0,37:
H2O2  +  CH3COOH  ⇌    CH3CO3H  +  H2O
Kisebb víztartalmú sav előállításához alternatív megoldásként acetil-klorid és ecetsav-anhidrid is felhasználható.

## Felhasználása
Az Amerikai Környezetvédelmi Hivatal a perecetsavat 1985-ben először mint baktériumölőt regisztrálta beltéri kemény felületeken történő alkalmazásra. A felhasználási terület lehet például mezőgazdasági épület, élelmiszeripari üzem, orvosi eszköz vagy az otthoni fürdőszoba. A perecetsav az Egyesült Államokban alkalmazható tejfeldolgozó- vagy sajtüzemekben, élelmiszerfeldolgozó berendezéseken, sörfőzdék, borászatok és üdítőital-gyártók pasztőrözőin. Európai engedélyezését a baromfihúsok fertőtlenítéséhez az Egyesült Államok Mezőgazdasági Minisztériumának kérésére a TTIP tárgyalások farvizén az Európai Bizottság kezdeményezte.